# Steinenbrück (Overath)
Steinenbrück ist ein Stadtteil Overaths im Rheinisch-Bergischen Kreis im Süden Nordrhein-Westfalens. Es liegt zwischen den Stadtteilen Untereschbach im Westen, Immekeppel im Norden, Heiligenhaus im Osten und grenzt im Süden an das Gebiet der Stadt Rösrath.
Die ehemalige Brüderstraße verläuft durch den Ort.

## Der Bergbau und die Heilige Barbara

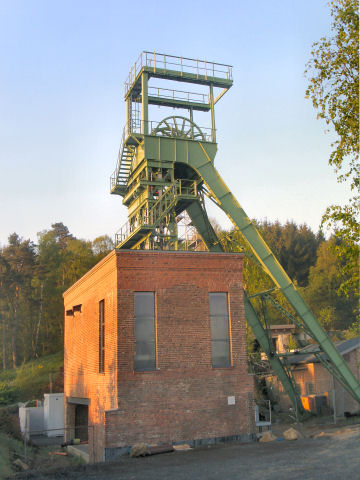
Förderturm der Hauptschachtanlage in Overath-Steinenbrück

Bereits im Hochmittelalter schürfte man in der gesamten Umgebung von Steinenbrück nach Blei für den Bau des Kölner Doms und des Altenberger Doms. Verbrieft ist der Bergbau in Steinenbrück seit der Mitte des 19. Jahrhunderts für die Grube Lüderich. Es gab auch viele kleinere Gruben, die entweder mit der Grube Lüderich konsolidiert waren oder selbständig geblieben sind, wie die Grube Achenbach, Grube Arago, Grube Bavaria und Grube Hermann.

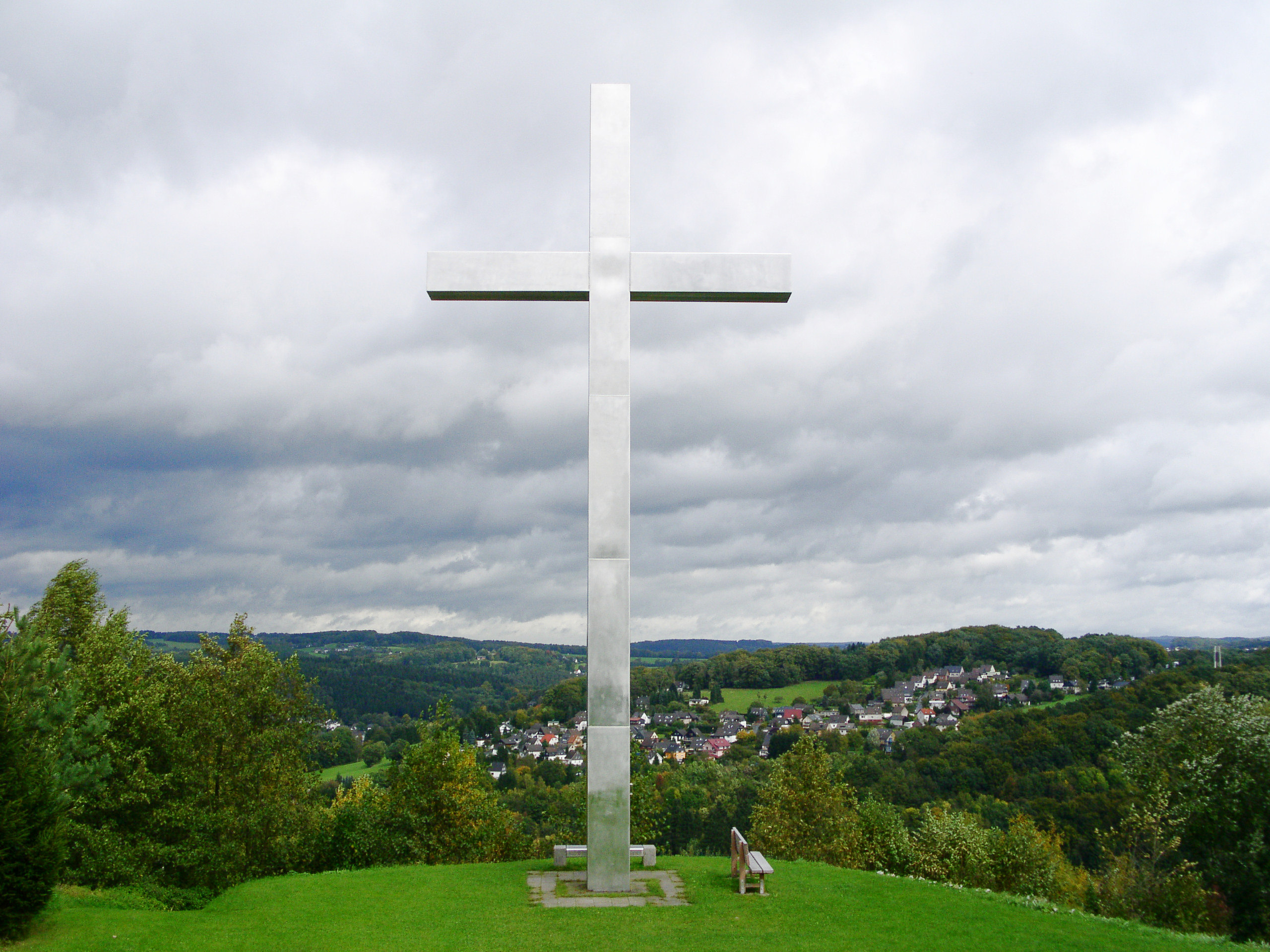
Barbarakreuz

Ein weithin sichtbares Kreuz soll an den Bergbau und an die Bergleute vom Lüderich erinnern. Das 15 Meter hohe Barbarakreuz wurde 1997 auf einer Schachthalde des ehemaligen Erzbergwerks errichtet. Eine Tafel zeigt: „Barbarakreuz – Dieses Kreuz ist den Bergleuten der Grube Lüderich im Namen ihrer Schutzpatronin, der Heiligen Barbara, gewidmet. Errichtet von der Kirchengemeinde St. Barbara in Steinenbrück mit Hilfe vieler Spender. 6. September 1997. Reimund Fischer, Pfarrer.“
Heute befindet sich in der Umgebung des 1978 geschlossenen Bergwerks ein Golfplatz. Das Fördergerüst des Hauptschachtes steht weithin sichtbar als Denkmal an seinem alten Platz, Das ehemalige Maschinenhaus ist heute das Clubhaus des Golfclubs Lüderich. Einer der alten Hochbehälter wurde zum Carport umfunktioniert.

## Religionen

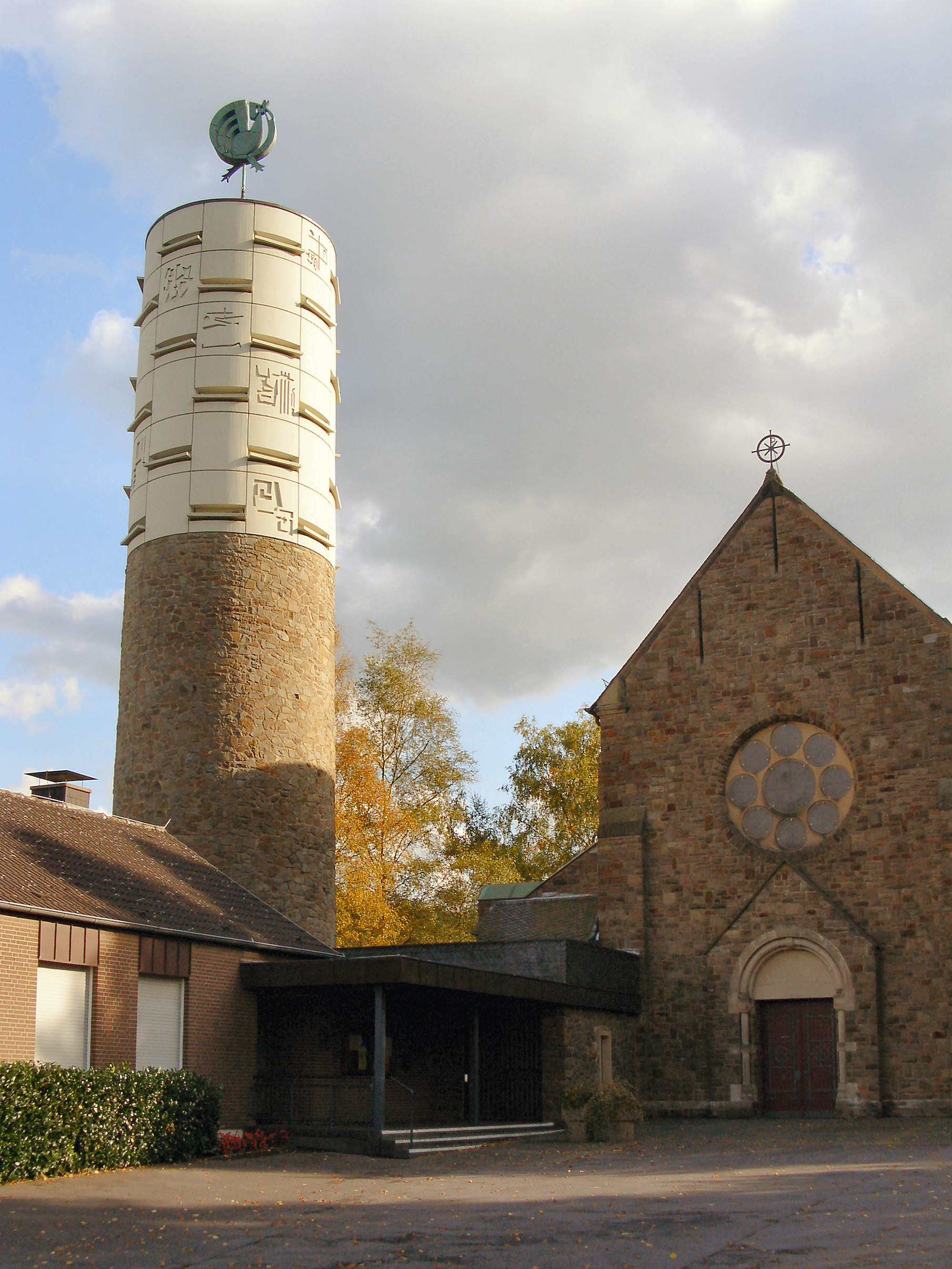
Katholische Kirche St. Barbara

Durch die verstärkte Bergbautätigkeit am Lüderich zum Ende des 19. Jahrhunderts kam es rund um die Grube, so auch in Steinenbrück, zu einem starken Anstieg von Neusiedlern, die im nahe gelegenen Bergbau Arbeit fanden. Die katholische Kirche, die 1916 fertiggestellt wurde, erhielt in Anlehnung an die Schutzpatronin der Bergleute, den Namen Sankt Barbara Kirche. Erst 1965 wurde im Ortsteil Neichen die evangelische Friedenskirche eingeweiht. Sie musste im März 2015 allerdings aufgrund gesunkener Mitgliederzahlen aufgegeben werden. Ein ehemaliger Luftschutzbunker liegt nur ein paar Schritte entfernt vom Barbarakreuz. Der Bunker in Steinenbrück beherbergt seit dem 1. Mai 2011 eine Mariengrotte.

## Wanderwege
Neben einigen anderen Wanderwegen führt der Jakobsweg nach Santiago de Compostela aus Marburg kommend mit nächstem Etappenziel Köln durch Steinenbrück. In die andere Richtung führt der Elisabethpfad, ein Pilgerweg von Köln kommend in Richtung Marburg.